# 東海バス沼津営業所
東海バス沼津営業所（とうかいバスぬまづえいぎょうしょ）は、静岡県沼津市にある東海バスの営業所。主に沼津・三島地区の路線を担当する。

## 歴史
- 1998年（平成10年）4月1日 - 箱根登山鉄道が沼津・三島地区のバス事業について、「沼津箱根登山自動車株式会社」に分社化[2]。
- 1999年（平成11年）
  - 2月17日 - 「株式会社沼津東海バス」設立[3]。
  - 4月1日 - 東海自動車沼津営業所の乗合バス事業を沼津東海バスに移管[3]、同社の沼津事業所となる。
- 2002年（平成14年）10月1日 - 沼津箱根登山自動車の全路線が沼津東海バスに譲渡される。これに合わせて当時箱根登山鉄道が出資することになったため[4]、商号を「株式会社沼津登山東海バス」に変更[5]。
- 2009年（平成21年）4月1日 - 本社・沼津事業所が沼津市に移転[3]。
- 2016年（平成28年）4月1日 - 沼津登山東海バスが「株式会社東海バスオレンジシャトル」に商号を変更[6]。
- 2020年（令和2年）4月1日 - 東海バスグループの再編に伴い、伊豆東海バス・南伊豆東海バス・西伊豆東海バス・新東海バス・東海バスオレンジシャトルが合併し、「株式会社東海バス」が発足。従来の事業所がそのまま東海バスの営業所となった[7]。
- 2021年（令和3年）11月8日 - 公式ホームページ及び公式ツイッターにて、2022年3月に全路線で交通系ICカードのサービスを開始すると発表[8]。
- 2022年（令和4年）3月30日 - 全路線で交通系ICカードの取り扱いを開始。これによって、沼津市内を運行する全路線バスで交通系ICカードを使用可能となった。
- 2023年（令和5年）8月17日 - 前回、改定を行なった1997年より約26年間据え置きだった運賃の改定を発表。(但し、一部自治体自主運行バスは除く。)初乗り運賃が170円から200円になる。改定予定日は、2023年12月1日(金)。(全ての営業所で改定予定)

## 現行路線

### 高速バス

#### 三島エクスプレス
| No. | 運行区間 |
| --- | --- |
|     | バスタ新宿 - （新宿駅西口 - 池尻大橋） - 三島駅北口 - 三島駅南口 - 社会福祉会館 - 一本松 - 松本 - ファンケル前 - 大平車庫                          |
|     | バスタ新宿 - （新宿駅西口 - 池尻大橋） - 三島駅北口 - 三島駅南口 - 社会福祉会館 - 一本松 - 清水町地域交流センター - 清水中学校 - 中徳倉 - 大平車庫 |

- 修善寺営業所と共管。小田急箱根高速バスも共同運行していたが、2019年6月1日のダイヤ改正で撤退した[9]。
- 新宿駅西口と池尻大橋は上りのみ停車。また、清水町は土休日の一部のみ経由[9]。
- 2022年以降は平日3往復、土休日5往復体制。
- 2023年4月29日より土休日の運行を1本増便し、土休日6往復体制となる。
- 2024年10月12日より土休日の運行をさらに1本増便し、土休日7往復体制となる。(土休日全便再開)
- 大平車庫は無料駐車場あり[10]。
- かつては修善寺営業所が運行する伊豆長岡・修善寺温泉ライナーの一部の便が三島地区を経由し、東京都内 - 三島地区間で乗車する場合は三島エクスプレスの回数券が使用可能だった[11]。

#### 三島羽田シャトル
| No. | 運行区間 |
| --- | --- |
|     | 新木場駅 - 羽田空港（羽田エアポートガーデンバスターミナル） - 横浜駅（YCAT） - 三島駅北口 - 三島駅南口 - 三島大場（伊豆箱根バス 三島営業所） |

- 伊豆箱根バス・WILLER EXPRESSと共同運行[12]。
- 羽田空港から三島市を経由して伊豆半島へ[13]、あるいは三島市から横浜市や東京都といった首都圏各地へ[14] の利用が想定され、当路線が地域の起爆剤となることが期待されている[13]。
- 当初は2020年4月21日の運行開始を予定していたが、新型コロナウイルス感染症の流行、改正・新型インフルエンザ等対策特別措置法32条による緊急事態宣言発令と、これに伴う羽田エアポートガーデンの開業無期限延期により本路線の開設も無期限延期[12]されていた。2023年7月21日に開業した。

### 一般路線
以下の路線を運行している。

#### 沼津 - 三島線
| No. | 運行区間 |
| --- | --- |
| N5  | 沼津駅 - 八幡西 - 旧道 -三島駅 （伊豆箱根バスと共同運行）                                                             |
| N6  | 川原ヶ谷車庫 → 旧道 → 八幡西 → 沼津駅（一部区間は伊豆箱根バスと共同運行）                                             |
| N7  | 沼津駅 - 八幡西 - 新道 - 三島駅（伊豆箱根バスと共同運行・三島駅発のみ運行・2025年4月1日のダイヤ改正より土日のみ運行） |
| N8  | 沼津駅 → 八幡西 → バイパス → 遺伝研坂下(2025年4月1日のダイヤ改正より土日のみ運行）                                    |

#### 柿田線
| No. | 運行区間                                                                                 |
| --- | ---------------------------------------------------------------------------------------- |
| N12 | 沼津駅 - 八幡西- 静岡医療センター - 柿田 - 西玉川 - 三島駅                               |
| N12 | 堂庭 → 柿田 → 静岡医療センター → 八幡西 → 沼津駅                                         |
| N14 | 沼津駅 - 八幡西 - 静岡医療センター - 柿田 -卸団地 - 三島駅                               |
| N15 | 沼津駅 - 八幡西 - 静岡医療センター - 柿田 - サントムーン柿田川 - 三島駅                  |
| N16 | 沼津駅 - 潮音寺 - 静岡医療センター - 岡村記念病院 - 沼津駅(医療センター循環)             |
| N17 | 三島駅 - サントムーン柿田川 - 静岡医療センター - 岡村記念病院 - 三島駅(岡村記念病院循環) |

[N12] 堂庭始発は卸団地側の停留所を利用
[N17] 運休中
本路線は事業者単独では維持が困難なため、国（地域間幹線系統確保維持費国庫補助金）・県（バス運行対策費補助金）の補助を受けて運行している。

#### 黒瀬経由 医療センター線
| No. | 運行区間                                                                          |
| --- | --------------------------------------------------------------------------------- |
| N77 | 沼津駅 - 黒瀬 - 香貫大橋 - 静岡医療センター - 岡村記念病院 - 沼津駅(香貫大橋循環) |

#### 西浦線
| No. | 運行区間                        |
| --- | ------------------------------- |
| N24 | 沼津駅 - 三津 - 長浜 - 木負農協 |
| N24 | 長浜 → 沼津駅                   |

- 沼津市自主運行バス西浦線（江梨・戸田方面ほか）は後述。
- 長浜発は朝1便のみ運行。
- 西浦線は1982（昭和57）年に一部区間が赤字となったことから欠損補助を行ってきた。しかし、1998（平成11）年に東海自動車（当時）が1998年度末での不採算路線の廃止を申し入れたことから、翌年4月1日より沼津市自主運行バス路線として運行している（江梨系統他）。

#### 下香貫循環・下香貫経由大平車庫線
| No. | 運行区間                                                                                             |
| --- | --- |
| N27 | 沼津駅 - ショッピングセンター前 - 東桃郷公民館前 - 下香貫 - 木の宮 - 沼津駅(東桃郷先回り 下香貫循環) |
| N28 | 沼津駅 - 藤井原 - 塩満入口 - (静浦バイパス) - 大平中学校前 - 大平車庫                                |
| N31 | 沼津駅 - 木の宮 - 東桃郷 - (静浦バイパス) - 大平中学校前 - 大平車庫                                  |
| N32 | 沼津駅 - 木の宮 - 下香貫 - 東桃郷公民館前 - ショッピングセンター前 - 沼津駅(木の宮先回り 下香貫循環) |

- [N27] 午前のみの運行
- [N32] 午後のみの運行
- [N31] 汐入非経由・大平車庫始発については東桃郷逆回り(東桃郷公民館前→塚田)にて運行
- N27・N28系統については事業者単独では路線を維持することは困難であることから、国の補助（地域内フィーダー系統確保維持国庫補助金）と沼津市の補助（沼津市生活バス路線維持費補助金）を受けて運行している。

#### 外原線
| No. | 運行区間                          |
| --- | --------------------------------- |
| N35 | 沼津駅 - 霊山寺 - 沼工前 - 外原中 |

- 温水プール跡地の整備に伴い、温水プール停留所は2024年1月10日に移設および名称変更を行った。名称変更後の名称は外原中となった[16]。
- 路線名も温水プール線から外原線となった。

#### 我入道循環・牛臥柿原循環線
| No. | 運行区間                                                                     |
| --- | ---------------------------------------------------------------------------- |
| N38 | 沼津駅 - 江川町 - 我入道海岸 - 江川町 - 沼津駅(我入道循環)                   |
| N39 | 沼津駅 - 江川町 - 我入道海岸 - 牛臥 - 柿原 - 江川町 - 沼津駅(牛臥・柿原循環) |

- 我入道海岸から江川町止まりになる便もある[17]。

#### 明電舎線
| No. | 運行区間                     |
| --- | ---------------------------- |
| N41 | 沼津駅 - 沼津貨物駅 - 明電舎 |

- 明電舎休業日は土日祝ダイヤとなる。
- 一部便は祝日を除く平日運行（明電舎操業日でも運行しない）。

#### 沼津港線
| No. | 運行区間                                                             |
| --- | -------------------------------------------------------------------- |
| N45 | 沼津駅 - 千本浜公園 - 沼津港食堂街 - 千本浜公園 - 沼津駅(沼津港循環) |
| N45 | 沼津駅 - 千本浜公園 - 沼津港(迂回運行時)                             |

- 伊豆箱根バスの沼津港循環と経由地が異なる。

#### 新城橋線
| No. | 運行区間                                               |
| --- | ------------------------------------------------------ |
| N46 | 三島駅 - 御園 - 新城橋 - 大平車庫                      |
| N46 | 三島駅 → 御園 → 新城橋                                 |
| N47 | 三島駅 → 広小路 → 御園 → 新城橋 → 大平車庫             |
| N47 | 三島駅 → 広小路 → 御園 → 新城橋                        |
| N81 | 三島駅 - 御園 - 伊豆ゲートウェイ函南 - 大平 - 大平車庫 |

#### 三島 - 沼商線
| No. | 運行区間                                      |
| --- | --------------------------------------------- |
| N48 | 三島駅 - 西玉川 - 沼津商業高校                |
| N49 | 三島駅 - サントムーン柿田川 - 沼津商業高校    |
| N50 | 三島駅 - サントムーン柿田川 - 杉沢 - 大平車庫 |

- 本路線は事業者単独では路線を維持することは困難であることから、三島市（三島市生活交通バス路線維持費補助金）及び清水町の補助を受けて運行している。

#### 三島市内線
| No. | 運行区間                                                                                             |
| --- | --- |
| N62 | 三島駅 - 川原ヶ谷 - 三恵台 - 川原ヶ谷 - 三島駅(三恵台循環・2025年4月1日のダイヤ改正より平日のみ運行) |
| N62 | 三島駅 → 川原ヶ谷 → 三恵台公園                                                                       |
| N62 | 三恵台 → 川原ヶ谷 → 三島駅                                                                           |
| N63 | 三島駅 - 川原ヶ谷 - 遺伝研坂下 - 夏梅木 - 遺伝研坂下 - 川原ヶ谷 - 三島駅(夏梅木循環)                 |
| N63 | 三島駅 → 川原ヶ谷 → 遺伝研坂下 → 夏梅木 → つつじヶ丘中                                               |
| N63 | 夏梅木 → 遺伝研坂下 → 川原ヶ谷 → 三島駅                                                              |
| N63 | 遺伝研坂下 → 川原ヶ谷 → 三島駅                                                                       |
| N64 | 三島駅 - 遺伝研前 - 柳郷地                                                                           |
| N64 | 三島駅 - 川原ヶ谷車庫(2025年4月1日のダイヤ改正より往復運行・車庫発は平日のみ、駅発は土日のみ運行)    |

- 本路線は事業者単独では路線を維持することは困難であることから、三島市の補助（三島市生活交通バス路線維持費補助金）を受けて運行している。

#### 元箱根線
| No. | 運行区間 |
| --- | --- |
| N60 | 三島駅 - 初音台 - 伊豆フルーツパーク - 三島スカイウォーク - 山中(2025年4月1日のダイヤ改正より運行)                              |
| N61 | 三島駅 - 初音台 - 笹原 - 山中(2025年4月1日のダイヤ改正より運行、平日下り最終便は笹原止)                                         |
| N65 | 三島駅 - 伊豆フルーツパーク - 三島スカイウォーク - 山中 - 箱根峠 - 箱根町港 - 元箱根港                                          |
| N65 | 三島駅 - 伊豆フルーツパーク - 三島スカイウォーク - 山中(2025年4月1日のダイヤ改正により廃止)                                     |
| N66 | 三島駅 - 楽寿園前 - 本町 - 三嶋大社前 - 伊豆フルーツパーク - 三島スカイウォーク(快速・2025年4月1日のダイヤ改正より土日のみ運行) |
| N66 | 三島駅 - 三嶋大社前 - 伊豆フルーツパーク - 三島スカイウォーク - 山中城跡 - 山中 - 箱根峠 - 箱根町港 - 元箱根港(特急)            |
| N67 | 元箱根港 → 箱根町港 → 山中 → 伊豆フルーツパーク → 三島駅                                                                        |
| N68 | 三島駅 - 笹原 - 山中(2025年4月1日のダイヤ改正より山中発（平日朝2便）のみ運行)                                                   |

- [N65] 箱根町港発着と[N66|特急]は運休中[18]

#### 徳倉・大平線
| No. | 運行区間                                  |
| --- | ----------------------------------------- |
| N71 | 沼津駅 - 天上塚 - 大平                    |
| N72 | 大平 - 中徳倉東 - 沼津駅                  |
| N74 | 沼津駅 - 中徳倉 - 沼津商業高校            |
| N75 | 沼津駅 - 徳倉団地 - 沼津商業高校          |
| N78 | 沼津駅 - 中徳倉 - 沼津商業高校 - 大平車庫 |
| N79 | 沼津駅 - 中徳倉 - 大平車庫                |

### 受託路線

#### 沼津市自主運行バス西浦線（沼津・江梨線）
| No. | 運行区間 | 備考               |
| --- | --- | ------------------ |
| N21 | 沼津駅 → マリンパーク → 伊豆三津シーパラダイス → 長浜 → 長井崎小中一貫学校入口 → 木負農協 → 河内農協 → 木負農協 → 東古宇 → 江梨 | 平日開校日のみ運行 |
| N21 | 江梨 → 東古宇 → 木負農協 → 河内農協 → 木負農協 → 長井崎小中一貫学校 → 長浜 → 伊豆三津シーパラダイス → マリンパーク → 沼津駅     | 平日開校日のみ運行 |
| N22 | 沼津駅 - マリンパーク - 伊豆三津シーパラダイス - 長浜 - 長井崎小中一貫学校入口 - 木負農協 - 東古宇 - 江梨                       |                    |
| N22 | 江梨 → 東古宇 → 木負農協 → 長井崎小中一貫学校 → 伊豆三津シーパラダイス → 長浜 → マリンパーク → 沼津駅                           | 平日開校日のみ運行 |
| N24 | 沼津駅 - マリンパーク - 伊豆三津シーパラダイス - 長浜 - 木負農協 - 東古宇 - 江梨                                                |                    |

- 沼津市からの委託を受けて、1999年4月1日より自主運行バスとして運行している。

- 東海バス西浦線と一体運行されていて、木負農協 - 江梨間では戸田・江梨線に乗り継いで大瀬岬・戸田方面と行き来が可能。

#### 沼津市自主運行バス西浦線（沼津・木負線）
| No. | 運行区間                                                                                  | 備考               |
| --- | ----------------------------------------------------------------------------------------- | ------------------ |
| N22 | 沼津駅 → マリンパーク → 伊豆三津シーパラダイス → 長浜 → 長井崎小中一貫学校 → 木負農協     | 平日開校日のみ運行 |
| N22 | 木負農協 → 長井崎小中一貫学校入口 → 長浜 → 伊豆三津シーパラダイス → マリンパーク → 沼津駅 | 毎日2便のみ運行    |
| N24 | 沼津駅 - マリンパーク - 伊豆三津シーパラダイス - 長浜 - 木負農協                          |                    |
| N24 | 沼津駅 → 静浦浜通り → マリンパーク → 伊豆三津シーパラダイス → 長浜 → 木負農協             | 毎日1便のみ運行    |

- 1999年4月1日より自主運行バスとして運行し、東海バス西浦線と一体運行されている。

#### 沼津市自主運行バス西浦線（沼津・戸田線）
| No. | 運行区間                                                                                                   |
| --- | --- |
| N25 | 沼津駅 - マリンパーク - 伊豆三津シーパラダイス - 長浜 - 長井崎トンネル - 木負農協 - 東古宇 - 真城峠 - 戸田 |

- 沼津市から受託を受けて、2005年4月1日より自主運行バスとして運行。
- 戸田村が沼津市へ編入合併したことから運行開始した路線。江梨線及び木負線とは異なり、運行当初から沼津市自主運行バス路線である。

- 東海バス西浦線と一体運行されていて、木負農協 - 戸田間では日中においては戸田・江梨線が利用可能。

#### 三島市自主運行バス玉沢線
| No. | 運行区間                                                          |
| --- | ----------------------------------------------------------------- |
| N56 | 三島駅 - 三嶋大社前 - 遺伝研坂下 - 並木町 - 玉沢                  |
| N56 | 三島駅 - 三嶋大社前 - 遺伝研坂下 - 並木町 - 玉沢 - 三ツ谷工業団地 |
| N57 | 三島駅 - 三嶋大社前 - 遺伝研坂下 - 並木町 - 三島総合病院 - 玉沢   |
| N58 | 三島駅 - 三嶋大社前 - 遺伝研坂下 - 柳郷地 - 玉沢                  |
| N58 | 三島駅 - 三嶋大社前 - 遺伝研坂下 - 柳郷地 - 玉沢 - 三ツ谷工業団地 |
| N59 | 三島駅 → 三嶋大社前 → 遺伝研坂下 → 柳郷地 → 三島総合病院 - 玉沢   |

- 三島市から受託され、1999年4月1日より自主運行バスとして運行。
- 利用者の著しい減少によって東海自動車（当時）の分社化に合わせて、不採算路線の廃止を申し入れられた。三島市としては生活路線バスとして重要であるとともに三島社会保険病院（現：JCHO三島総合病院）等へのアクセスに重要であるとして自主運行バス路線での存続を行っている。
- 2025年4月1日のダイヤ改正によりできた三ツ谷工業団地発着系統は東海バスの自社路線として運行する予定であった。しかし、工業団地の開業が大幅に遅れることから収益が見込めなくなった。運休できないことから、当面の間すべての便を三島市の自主運行路線として運行している[19]。
- 並木町経由は午前のみ・柳郷地経由は午後のみとなる。

#### 三島市コミュニティバス「せせらぎ号」
| No.    | 運行区間 |
| ------ | --- |
| 西回り | 三島駅 - 泉町 - 広小路西 - せせらぎパーク三好 - 南田町 - 日清プラザ・ヨーカドー - 広小路西 - 三島田町駅 - 市役所・大社前 - 生涯学習センター前 - 三島駅 |

- 伊豆箱根バスと共同で受託[20]東海バスは西回り・伊豆箱根バスは東回りを担当。年度ごとに担当するルートが入れ替わる。

#### 長泉町コミュニティバス南北線
| No. | 運行区間 |
| --- | --- |
|     | 南一色広場／天神山 - 山本整形 - 長泉なめり駅 - ウェルディ長泉 - 納米里 - 長泉役場前 - 下土狩駅 - 八幡東・岡村記念病院／サントムーン柿田川 - 静岡医療センター |

- 長泉町から伊豆箱根バスと共同で受託[21]。

- 2023年1月23日より再編運行開始[22]。
- 伊豆箱根バスが平日第1～3便・土日祝第1・2便運行、東海バスが平日第4～6便・土日祝第3～5便を運行している。
- 八幡東と岡村記念病院は往路のみ(サントムーン柿田川は復路のみ経由)。

#### 長泉町長泉北小学校～桃沢郷線
| No. | 運行区間                                |
| --- | --------------------------------------- |
|     | 桃沢郷 - 元長窪 - 上長窪 - 長泉北小学校 |

- 2021年4月7日より運行開始。

- 運行便は日によって異なる[23][24]。

#### 清水町内循環バス（ゆうすいくん号）
| No. | 運行区間 |
| --- | --- |
|     | サントムーン柿田川 - 堂庭 - 清水町役場 - 食遊市場 - 下徳倉 - 杉沢 - 上外原 - 香貫大橋 - 静岡医療センター - 岡村記念病院 - 伏見 - サントムーン柿田川 |

- 清水町から受託され、専用の車両での運行となっている。

## 廃止・移管路線

### 特急バス

#### 西伊豆特急バス
| No. | 運行区間 |
| --- | --- |
| W38 | 沼津駅・三島駅 - 長岡温泉 - （修善寺駅） - 出口 - 船原温泉 - 土肥温泉 - 土肥港 - 恋人岬 - バイパス宇久須 - バイパス安良里 - 田子上 - バイパス田子 - 堂ヶ島 - 松崎 - 長八美術館 |

- 西伊豆東海バス（現・松崎営業所）と共同運行していたが、2017年6月16日より撤退。現在は松崎営業所が単独で運行している。なお、東海バスオレンジシャトルは土休日のみ担当していた。
- 撤退時点において、修善寺駅は松崎方面のみ停車した。また、松崎方面は特急と快速、三島方面は特急と急行があった[25]。

### 一般路線（廃止）

#### 沼津 - 三島線
| No. | 運行区間                                                                |
| --- | ----------------------------------------------------------------------- |
| N5  | 沼津駅 - 臼井国際産業前 - 旧道 - 三島駅（伊豆箱根バスと共同運行）       |
| N6  | 川原ヶ谷車庫 → 旧道 → 臼井国際産業前 → 沼津駅（伊豆箱根バスと共同運行） |
| N7  | 沼津駅 - 臼井国際産業前 - 新道 - 三島駅（伊豆箱根バスと共同運行）       |
| N8  | 沼津駅 → 臼井国際産業前 → バイパス → 遺伝研坂下                         |

- 2021年7月3日の黄瀬川大橋の崩落により2022年5月1日から2023年10月31日まで運行されていた系統である。

#### 柿田線
| No. | 運行区間                                                                        |
| --- | ------------------------------------------------------------------------------- |
| N12 | 沼津駅 - 臼井国際産業前 - 静岡医療センター - 柿田 - 西玉川 - 三島駅             |
| N12 | 堂庭 → 柿田 → 静岡医療センター → 臼井国際産業前 → 沼津駅                        |
| N14 | 沼津駅 - 臼井国際産業前 - 静岡医療センター - 柿田 -卸団地 - 三島駅              |
| N15 | 沼津駅 - 臼井国際産業前 - 静岡医療センター - 柿田 - サントムーン柿田川 - 三島駅 |

- 2021年7月3日の黄瀬川大橋の崩落により2022年5月1日から2023年10月31日まで運行されていた系統である。

#### 西浦線・沼津市自主運行バス西浦線（廃止）
| No. | 運行区間                                                                                |
| --- | --------------------------------------------------------------------------------------- |
|     | 浜通りはまゆう前 → 静浦地区センター                                                     |
| N21 | 沼津市立病院 → 沼津駅 → 長井崎小中一貫学校入口 → 河内農協 → 江梨                        |
| N22 | 江梨 → 長井崎小中一貫学校 → 沼津駅 → 沼津市立病院                                       |
| N22 | 沼津市立病院 - 沼津駅 - 長井崎小中一貫学校入口(旧:長井崎中学校) - 江梨                  |
| N24 | 静浦地区センター → 沼津駅                                                               |
| N23 | 大瀬岬 → 江梨 → 河内農協 → 長井崎トンネル → 沼津駅                                      |
| N24 | 沼津市立病院 - 沼津駅 - 長井崎トンネル - 木負農協 - 江梨                                |
| N25 | 戸田 → 真城峠 → 東古宇 → 長井崎トンネル → 長井崎小中一貫学校 → 沼津駅（登校日のみ運行） |

- 来見～大瀬岬間は2021年3月31日に廃止された。

#### 東桃郷・木の宮線（廃止）
| No. | 運行区間                                                              |
| --- | --------------------------------------------------------------------- |
| N26 | 沼津駅 - 東桃郷公民館前 - ショッピングセンター前 - 沼津駅(東桃郷循環) |
| N26 | 塚田→ 東桃郷公民館前 → 沼津駅                                         |
| N26 | ショッピングセンター前 → 東桃郷 → 沼津駅                              |
| N32 | 沼津駅 → 木の宮 → 下香貫 → 東桃郷公民館前 → ショッピングセンター前    |
| N33 | 沼津駅 - 塩満 - 西木の宮 - 沼津駅(木の宮循環・午前)                   |
| N33 | 塩満 → 木の宮 → 沼津駅                                                |
| N34 | 沼津駅 - 楊原 - 下香貫 - 沼津駅(木の宮循環・午後)                     |
| N34 | 沼津駅 → 楊原 → 下香貫 → 塩満入口                                     |

- 東桃郷循環、下香貫循環は一部の時刻において、富士急シティバスが運行している。

- 2023年3月31日を以て富士急シティバスは撤退した。

#### 沼津港線（廃止）
| No. | 運行区間                                                 |
| --- | -------------------------------------------------------- |
| N43 | 沼津駅 - 千本プラザ - 沼津港食堂街 - 千本プラザ - 沼津駅 |
| N44 | 沼津駅 - 千本浜公園 - 沼津港食堂街 - 千本プラザ - 沼津駅 |
| N45 | 沼津みなと新鮮館 → 千本浜公園 → 沼津駅                   |

#### 市立病院線（廃止）
| No. | 運行区間                                                        |
| --- | --------------------------------------------------------------- |
| N11 | 沼津駅 - 江原公園 - 沼津市立病院（富士急シティバスとの共同運行) |

- 2023年4月1日ダイヤ改正で、富士急シティバスの単独運行となった。

#### 徳倉・大平線
| No. | 運行区間                       |
| --- | ------------------------------ |
| N76 | 沼津商業高校 → 天上塚 → 沼津駅 |

- 2024年3月31日廃止

#### 三島市自主運行バス玉沢線（廃止）
| No. | 運行区間                                        |
| --- | ----------------------------------------------- |
| N58 | 三島駅 → 三島総合病院 → 総合健康センター → 玉沢 |
| N58 | 玉沢 → 三島総合病院 → 総合健康センター → 三島駅 |

- 2022年3月31日廃止

#### 奈古谷温泉口 - 韮山循環
- 奈古谷温泉口 - 韮山循環（1便目は登校日運行、2便目以降は平日運行、最終便は季節によって奈古谷温泉口発車時刻が異なる）
- 2018年3月30日の運行を最後に廃止[26]。

#### 南箱根ダイヤランド線[27][28]
| No. | 運行区間                                    |
| --- | ------------------------------------------- |
|     | 函南駅 - キミサワ - サービスセンター前      |
|     | 函南駅 - 大沢口 - サービスセンター前        |
|     | 大場 - 函南駅 - サービスセンター前          |
|     | 大場 - 函南駅 - 大沢口 - サービスセンター前 |
|     | サービスセンター前 → 函南駅 → 大場 → 函南駅 |

- 2024年3月31日をもって東海バスによる運行は終了し、2024年4月1日以降は伊豆バスに委託し運行を継続する[29]。

## 車両
所有車両は、三菱ふそう・いすゞ自動車・日野自動車製。近年の発注車両は中型ノンステップのいすゞ・エルガミオと日野・レインボーがほとんどで、他社からの転属車・引き継いだ車両以外は大型路線バスの導入はない。また、箱根登山バスから移籍した一部のタコグラフが90Kタイプの物が装着されている（東海バスグループでは120Kタイプ）。
2020年の東海バス発足前は、2005年前期までに導入した自社発注車両に、箱根登山バスと東海自動車のデザインを合わせたオリジナルカラーを採用していた。また、箱根登山バスより移籍した車両は、2009年前期までに行われたものは一部を除いてそのままの塗装で運行している。2009年以降に行われたものは東海バス標準カラーに塗色変更されている。東海バスグループ内での転属車については、他グループ会社同様「TOKAI BUS」表記を採用している。
2000年以降に導入された新車からは広告枠が初めから設置されておらず、車体広告については部分ラッピングで対応（車体全体ではなく後部のバックガラスから下の部分や後部全体などさまざま）。車体の腐食を防ぐ効果もある。
西伊豆特急バス用に、三菱ふそうの貸切兼用路線バスが存在していた（神奈川中央交通からの移籍車両・959号車）。
最近では小田急バスから大型ノンステップバスが2台（1505号車と1542号車）、神奈川中央交通から大型車両が1台（1578号車）それぞれ移籍してきた。
貸切用に三菱エアロミディ、日野セレガ、三菱エアロバスがある。
高速車としてトイレ付きのエアロエースが投入されている他、小田急箱根高速バスからの移籍でエアロバス（950号車と978号車）が在籍している。

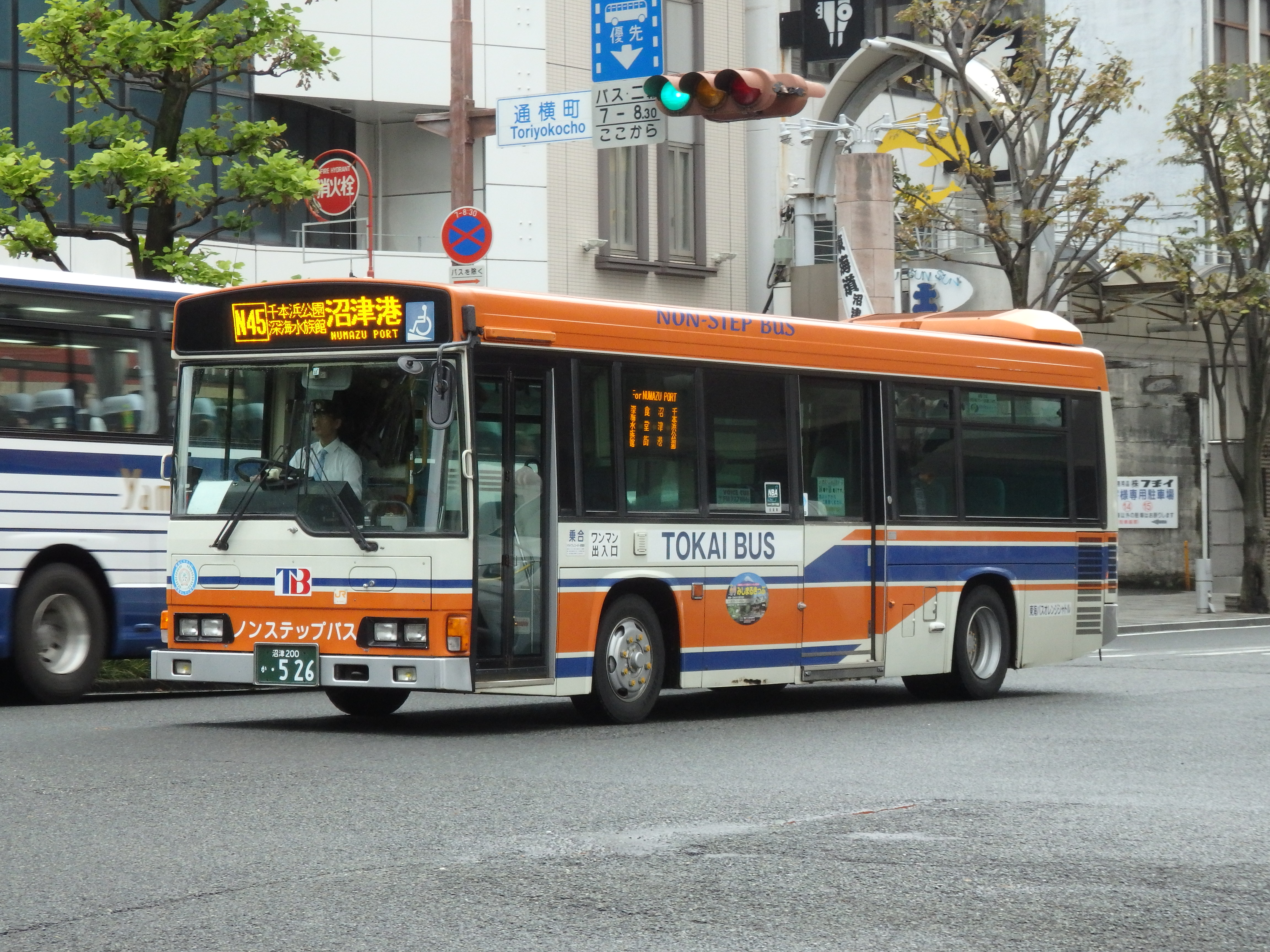
オリジナルカラー採用車両
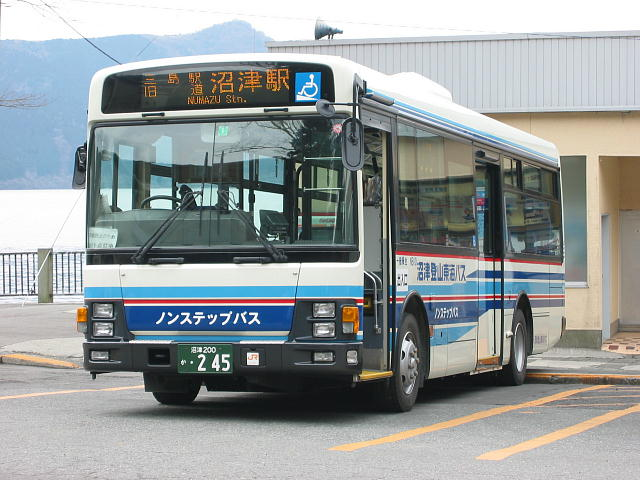
沼津箱根登山自動車から移籍したエルガミオ（245号車は廃車）
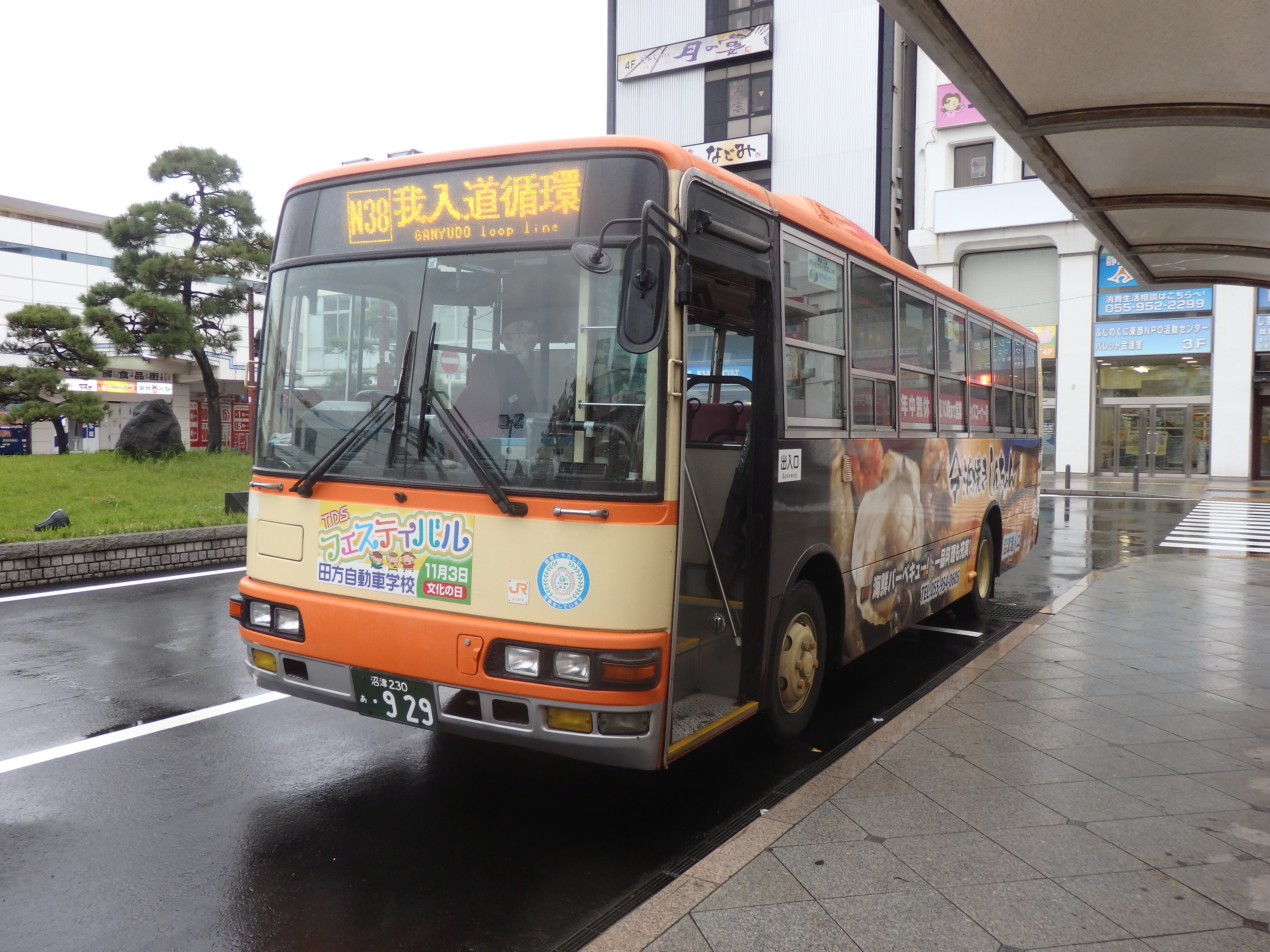
箱根登山バスから移籍したエアロミディ（2018年廃車）
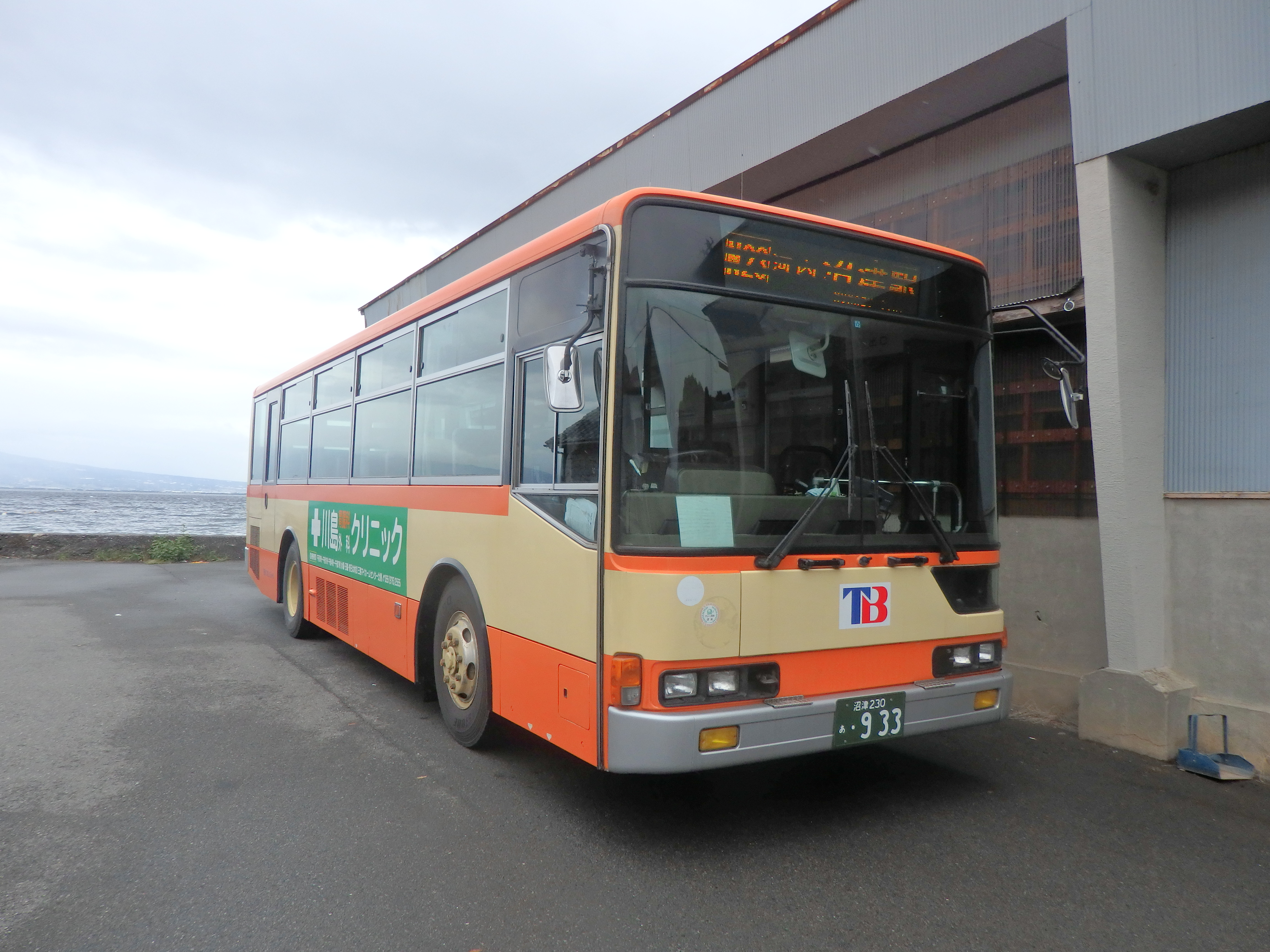
箱根登山バスから移籍したエアロスター（2018年廃車）
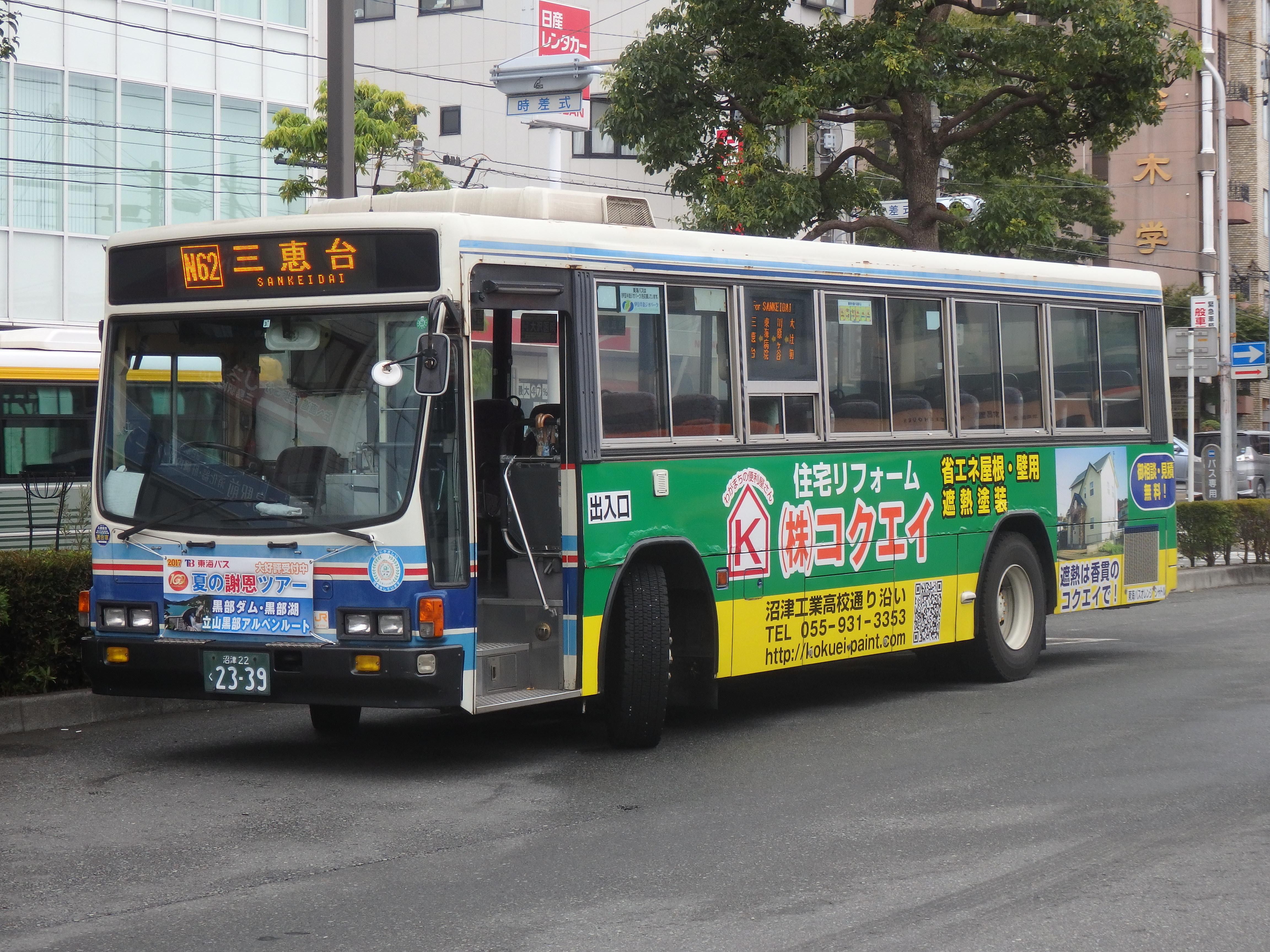
沼津箱根登山自動車から移籍したキュービック（2018年廃車）
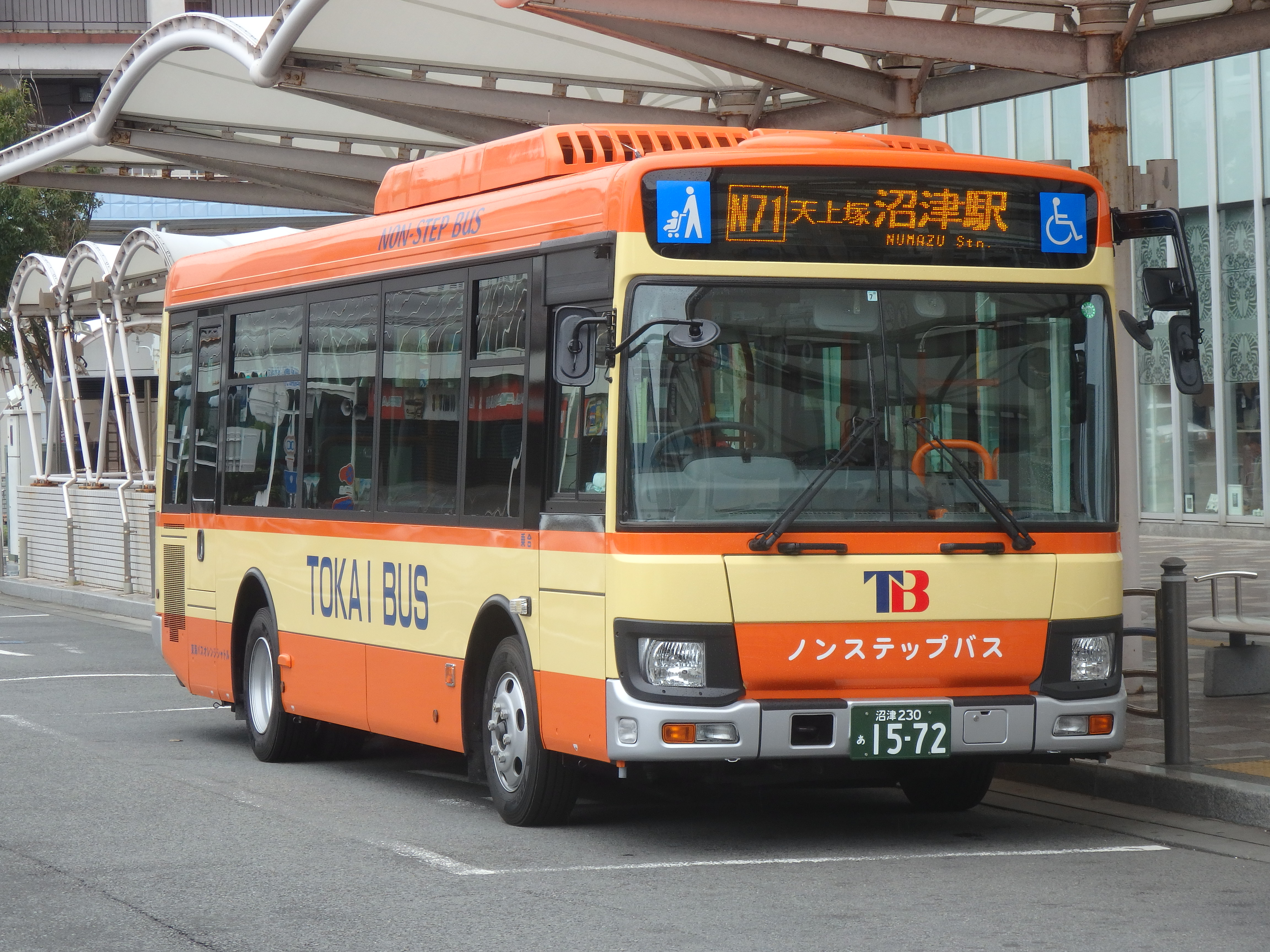
生え抜きの2代目レインボー （後のラブライブ5号車）
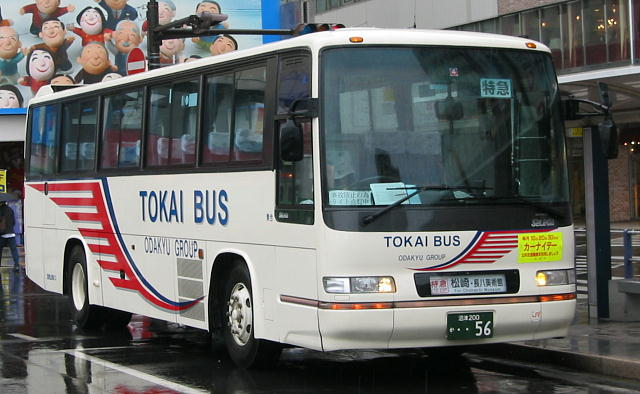
西伊豆特急バス用の車両

## 車庫・留車
- 給油設備等あり
  - 大平車庫
- 給油設備等なし
  - 川原ヶ谷車庫
  - 白銀町車庫
  - 江梨留車
  - 戸田留車

## コラボ企画
テレビアニメ『ラブライブ!サンシャイン!!』の劇中に登場するユニット「Aqours」によるシングル「君のこころは輝いてるかい?」のアニメーションPVにバスが登場しており、「協力」に「沼津登山東海バス」としてクレジットされている。
2016年7月9日には、同作品が沼津市内浦を舞台としていることから、ラッピングバスの運行を開始した（レインボーHR沼津200か707（830号車））。当初は2017年3月31日まで運行予定であったが、好評かつアニメ2期放送決定のため期間を延長、2台目も導入（いすゞ・エルガミオ沼津200か465（759号車））。更に、あわしまマリンパークで2018年3月より開催された「リアル脱出ゲーム『孤島の水族館からの脱出』」を記念し、2017年11月より3台目が運行を開始（エルガミオ沼津200か622（800号車））。2019年5月14日からは、4台目として高速車（エアロエース）が三島エクスプレスに投入された。2020年4月の新型コロナウイルス緊急事態宣言発令前までは、いずれのラッピングバスも運行ダイヤが固定されており、ホームページでも確認できたが、緊急事態宣言発令後は公開中止されていた。ダイヤ公開再開は高速路線車の4号車が7月4日の運行再開から、一般路線車の1〜3号車は7月27日から公開が再開された。
2021年3月18日には内閣府サイバーセキュリティ月間のイラストを使用した5号車を、2023年7月1日にはJR東海のキャンペーンと連動して、東海道新幹線N700Sの塗装を基調とした6号車を、2024年3月18日には静岡県清水町とのコラボレーション（町内にある柿田川公園が背景のデザイン）の7号車をそれぞれ投入。5号車以降は車体前面にもラッピングを施している（その他4台は前面に本来の塗装（4号車は小田急電鉄グループ統一塗装）を残している）。またJR東海車両と同じカラーリングを施した車両は、特急ロマンスカー「あさぎり」の運行開始当初に運行されていた「スーパーロマンス号」（車体右側のみJR東海371系の塗装、左側は小田急RSE）以来となる。
また、西浦線のN21 - N24系統をラッピングバスで運行する場合、車両毎に一部停留所でAqoursの以下のメンバーがアナウンスを行う。さら）。に、運賃表にはイラストが表示される。
- 1号車（レインボーHR・浦の星女学院冬制服）はCYaRon!（高海千歌（声 - 伊波杏樹）、渡辺曜（声 - 斉藤朱夏）、黒澤ルビィ（声 - 降幡愛））
- 2号車（エルガミオ・君のこころは輝いてるかい?）はAZALEA（松浦果南（声 - 諏訪ななか）、黒澤ダイヤ（声 - 小宮有紗）、国木田花丸（声 - 高槻かなこ））
- 3号車（エルガミオ・リアル脱出ゲーム）はGuilty kiss（桜内梨子（声 - 逢田梨香子）、津島善子（声 - 小林愛香）、小原鞠莉（声 - 鈴木愛奈））

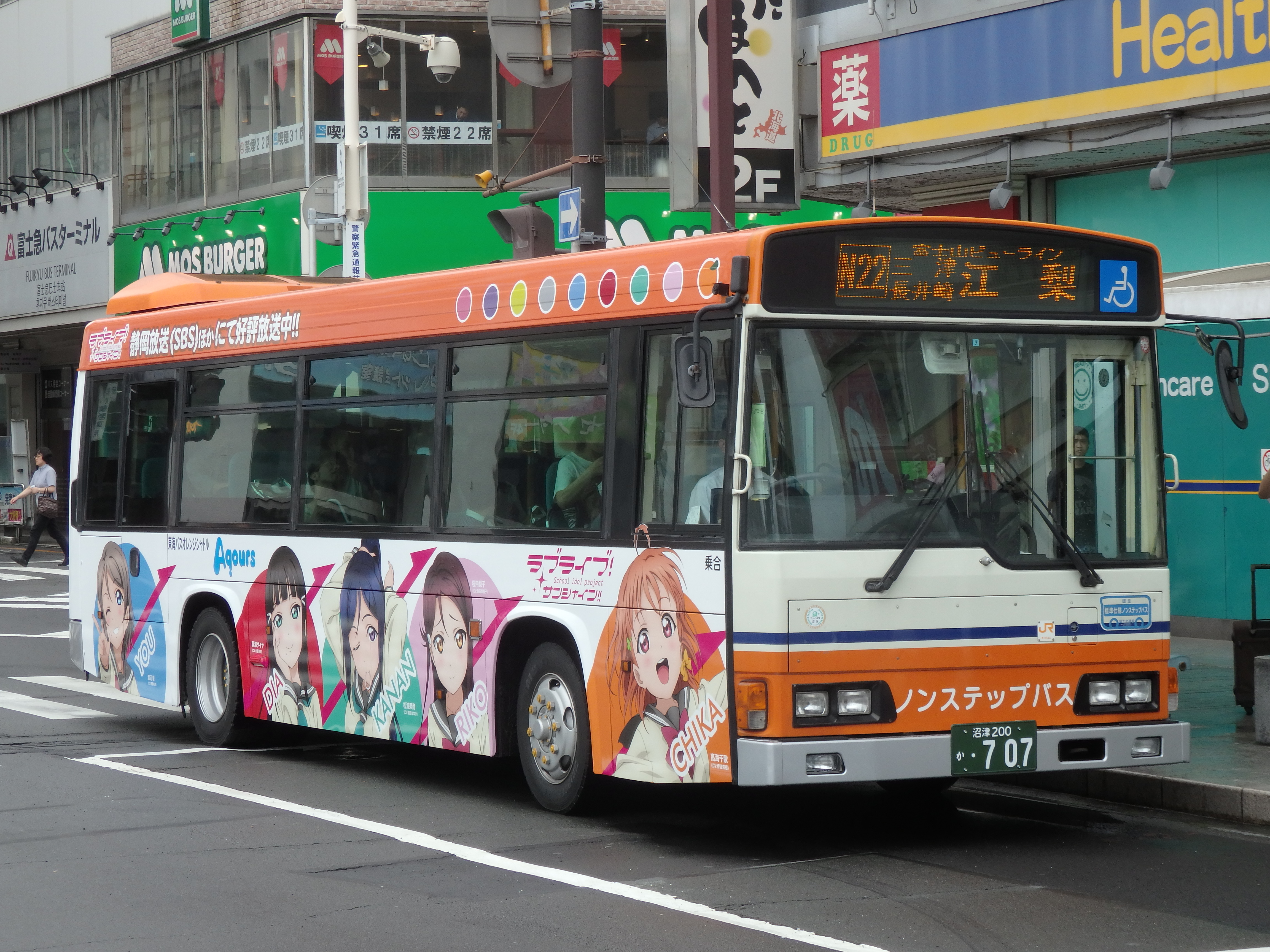
ラブライブ1号車（沼津駅）
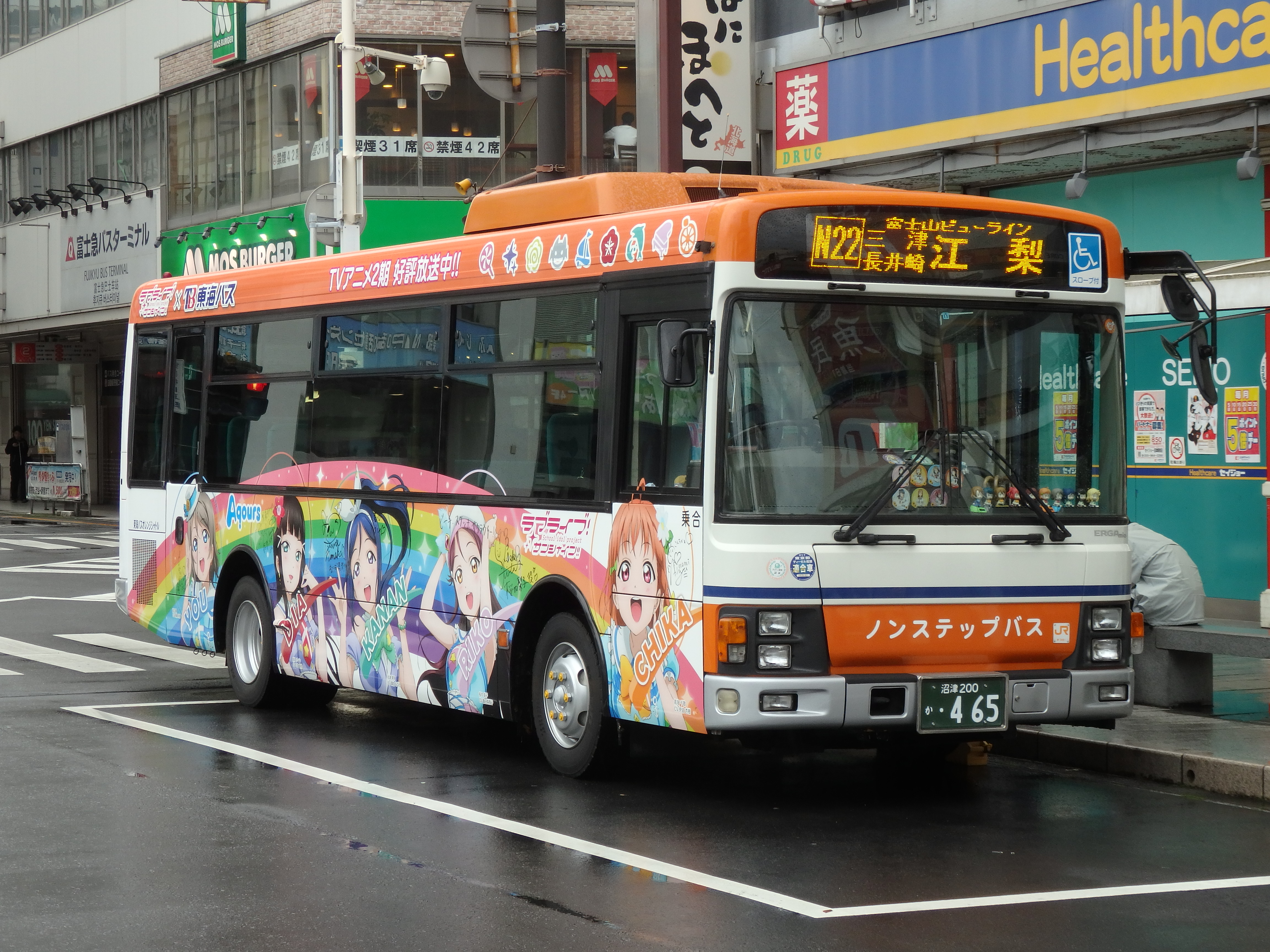
ラブライブ2号車（沼津駅）※2020年、小田急電鉄壁紙画像無料提供企画にも掲載[34][35]。
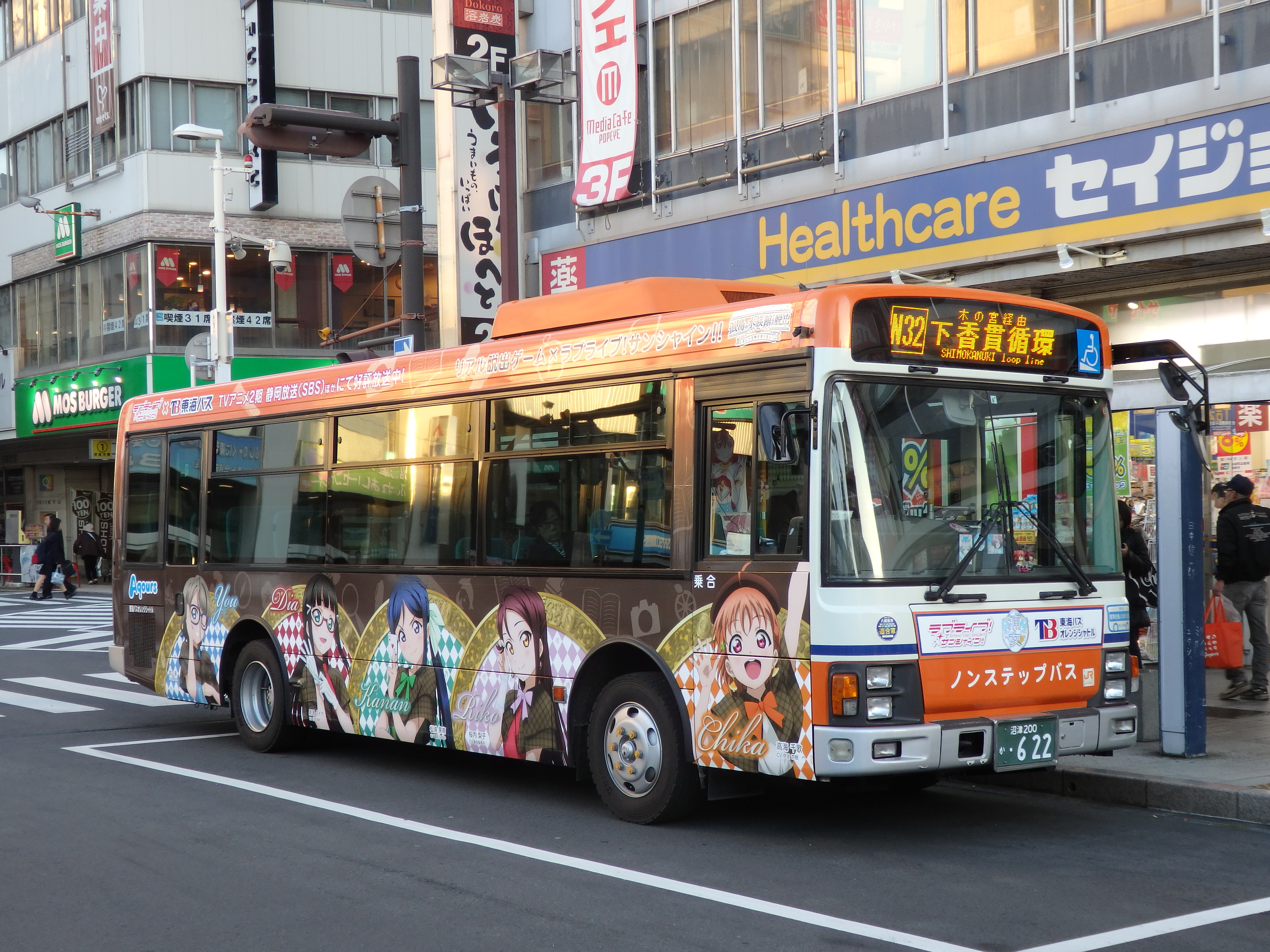
ラブライブ3号車（沼津駅）
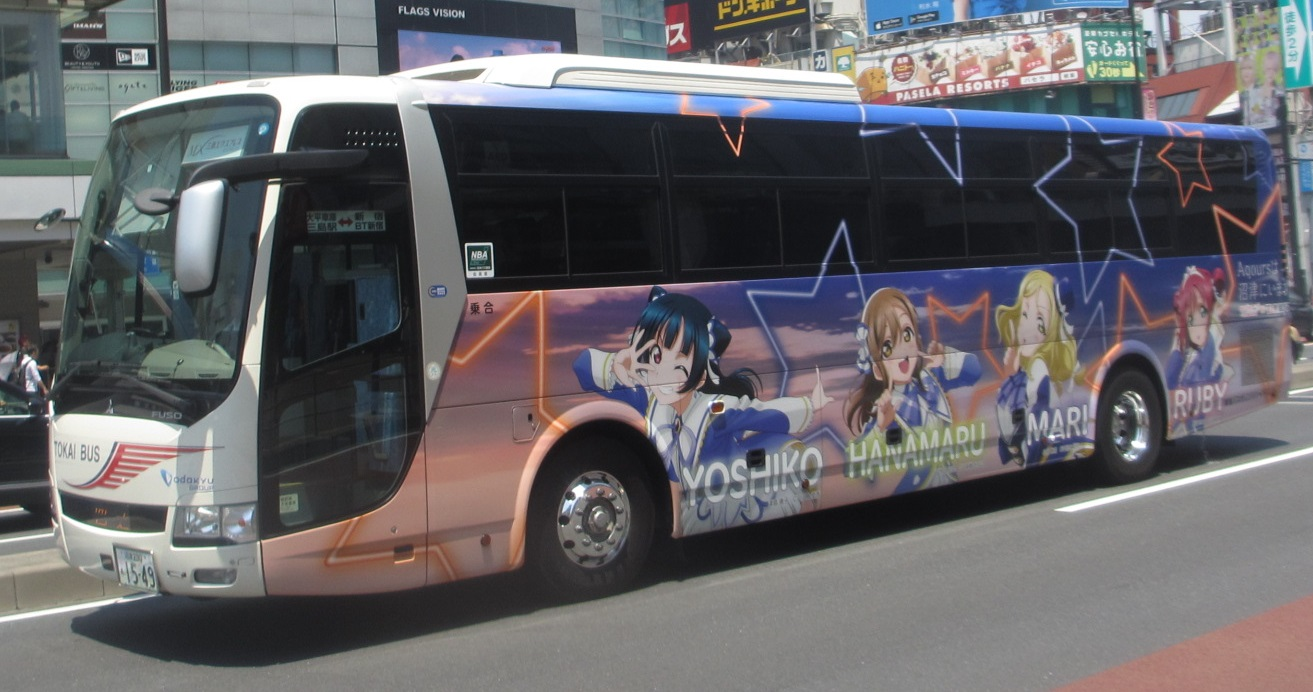
三島エクスプレス ラブライブ4号車（新宿駅）

## 旧会社
株式会社東海バスオレンジシャトル（とうかいバスオレンジシャトル）は、かつて存在した小田急グループ・東海自動車の子会社である。本社を静岡県沼津市、登記上の本店を静岡県伊東市においていた。

## 参考資料
- 『58 東海自動車・箱根登山バス』BJエディターズ〈バスジャパン・ハンドブックシリーズR〉、2006年。ISBN 4434072730。